# Biología reproductiva
La biología reproductiva  o biología de la reproducción es un campo de la biología que estudia la reproducción tanto sexual como asexual, implicando un amplio rango de estudio por lo que no solo se limita al ser humano sino también abarcas  plantas, animales, microorganismos y otros seres vivos.
La biología reproductiva incluye un número amplio de campos:
- Sistemas reproductivos
- Endocrinología
- Desarrollo sexual (Pubertad)
- Madurez sexual
- Reproducción
- Fertilidad
- Ciclos biológicos

## Biología reproductiva humana

### Endocrinología
La biología reproductiva humana se controla principalmente a través de las hormonas enviando señales a las estructuras reproductoras humanas para influir en el crecimiento y la maduración. Estas hormonas son secretadas por glándulas endocrinas propagándose a diferentes tejidos del cuerpo humano. En los humanos la glándula pituitaria sintetiza las hormonas utilizadas para controlar la actividad de las glándulas endocrinas.

### Sistemas reproductivos
Los órganos internos y externos están incluidos en el sistema reproductivo. Hay dos sistemas reproductivos el masculino y el femenino, que contienen diferentes órganos entre sí. Estos sistemas trabajan en conjunto para producir descendencia.

#### Sistema reproductivo femenino
El sistema reproductivo femenino incluye estructuras involucradas en la ovulación, la fertilización, el desarrollo de un embrión y el nacimiento del neonato.
Estas estructuras incluyen:
- Ovarios
- Oviductos
- Útero
- Vagina
- Glándulas mamarias

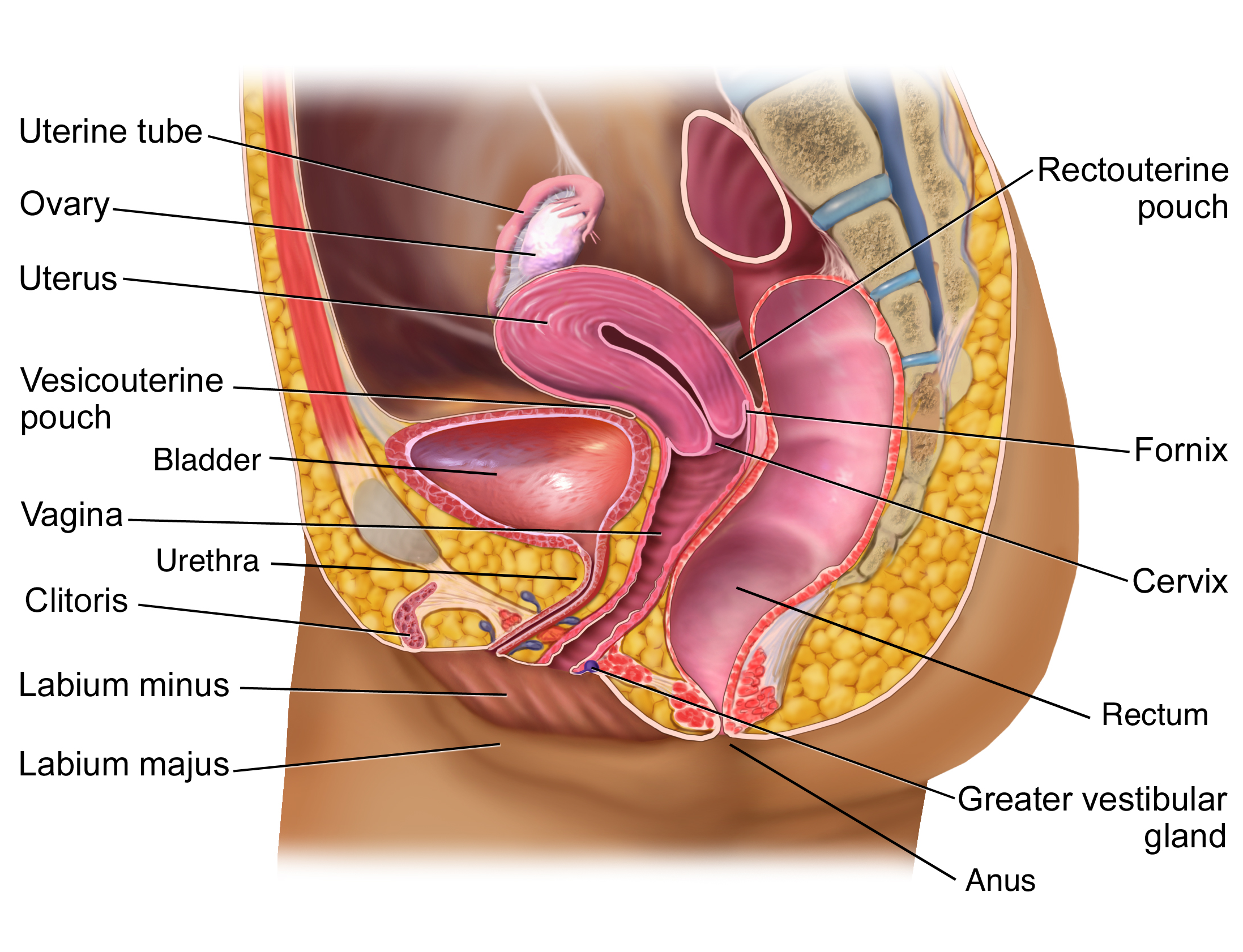
Partes reproductiva femenina humana.

El estrógeno es una de las hormonas sexuales reproductivas que ayudan en el sistema reproductivo sexual de la mujer.

#### Sistema reproductivo masculino
El sistema reproductivo masculino  incluye testículos, testículos rectos, conductos eferentes, epidídimo, glándulas accesorias sexuales, conductos accesorios sexuales y genitales externos.
La testosterona es un andrógeno  presente tanto en hombres como en mujeres pero es relativamente más abundante en los hombres.  La testosterona es una de las principales hormonas reproductivas sexuales en el sistema reproductivo masculino. Sin embargo, la enzima aromatasa está presente en los testículos y es capaz de sintetizar estrógenos a partir de andrógenos. Los estrógenos están presente en concentraciones altas en los fluidos luminales del tracto reproductor masculino. Los receptores de andrógenos y estrógenos son abundantes en las células epiteliales del tracto reproductor masculino.

## Biología reproductiva animal
La reproducción animal se desenvuelve en dos formas: la reproducción sexual y asexual. En la reproducción asexual la generación de los organismos nuevos no requiere la fusión del esperma con un óvulo. Sin embargo en la reproducción sexual los organismos nuevos están formados por la fusión de espermatozoides y óvulos haploides resultando en lo que se conoce como el cigoto. A pesar de que los animales exhiben ambas reproducción sexual y asexual,  la gran mayoría de los animales se reproducen por reproducción sexual.

## Gametogénesis
La gametogénesis es la formación de gametos o células reproductivas.

### Espermatogénesis
La espermatogénesis es la producción de espermatozoides en los testículos. En los testículos maduros, las células germinales primordiales se dividen mitóticamente para formar la espermatogonía, que a su vez genera espermatocitos por mitosis. Entonces cada espermatocito da lugar a cuatro espermátides a través de la meiosis. Más adelante en la reproducción el espermatozoide se fusionará con un oocito de la hembra para formar un cigoto.

### Oogénesis
La oogénesis es la formación de una célula que producirá un óvulo y tres cuerpos polares. La ovogénesis comienza en el embrión femenino con la producción de oogonia a partir de células germinales primordiales. Al igual que la espermatogénesis, las células germinales primordiales se someten a una división mitótica para formar las células que luego sufrirán meiosis, pero se detendrán en la etapa de profase I. Esto se conoce como el ovocito primario.  Las hembras humanas nacen con todos los ovocitos primarios que alguna vez tendrán. Comenzando en la pubertad, el proceso de meiosis puede completarse dando como resultado el ovocito secundario y el primer cuerpo polar. El ovocito secundario puede luego ser fertilizado con el esperma masculino.

## Biología reproductiva vegetal

### Reproducción sexual
La reproducción sexual se da por 2 celas haploides los cuales son generados por meiosis para la fecundación y dar un zigoto que al desarrollarse formara el embrión vegetal.    
Microesporas
En los aparato reproductor masculinos las microesporas formaran los granos de polen conteniendo 2 núcleos, el núcleo generativo y núcleo vegetativo, el núcleo vegetativo forma el tubo polínico que creara un camino directo al ovario, mientras el núcleo generativo generara los anterozoides que se fusionara con el gameto femenino.
Megaesporas
En el aparato reproductor femenino las megaesporas darán paso a los óvulos, al funcionarse con los anterozoides formaran los sacos embrionarios dando lugar a los gametófitos.

#### Alogamia
Es un mecanismo de reproducción no autofecundativa permitiendo la fecundación cruzada con individuos genéticamente diferentes, imponiéndose barreras físicas, fisiológicas o genéticas para impedir fecundarse así mismo 

#### Autogamia
Es un mecanismo de reproducción autofecundativa el cual tiene ventajas adaptativas a perpetuarse en un nicho ecológico y conservar la unidad de la especie, las autogamias obligadas pocas veces tiene mecanismo reproductivo alogamica

### Reproducción asexual
La reproducción asexual no se forman gametos ni ninguna fase reproductiva sexual esta derivan de una célula somática siendo idéntico a su predecesor, ninguna planta es estrictamente asexual. 

#### Apomixis
Es un mecanismo reproductivo el cual las plantas producen sus semillas sin que ocurra meiosis ni fertilización a estas plantas se les denomina plantas apomícticas, plantas genéticamente idénticas a sus predecesores, al ser plantas con semillas tienes ventaja de dispersase y no competir con los recursos de la planta madre a diferencia de la multiplicación vegetativa.